# 서창중학교
서창중학교(西倉中學校)는 대한민국 경상남도 양산시 삼호동에 있는 공립 중학교이다.

## 학교 연혁
- 2005년 12월 29일 : 서창중학교 준공
- 2006년 1월 27일 : 서창중학교 설립 인가(30학급)
- 2006년 3월 1일 : 서창중학교 개교
- 2006년 3월 1일 : 초대 서기순 교장 취임
- 2006년 3월 4일 : 제1회 입학식(8학급 278명)
- 2009년 2월 17일 : 제1회 졸업식(8학급 282명)
- 2022년 9월 1일 : 제9대 박봉률 교장 취임
- 2023년 1월 3일 : 제15회 졸업식(263명 졸업, 누계 4,456명)
- 2023년 3월 2일 : 제18회 입학식(9학급 남 141명, 여 117명 계 258명)

## 참고 자료
- 서창중학교 - 한국교육학술정보원 학교알리미